# Coupe du Portugal masculine de handball
La Coupe du Portugal masculine de handball (Taça de Portugal de Andebol en portugais), existe depuis 1971, et regroupe tous les clubs professionnels et amateurs de handball, au Portugal.
Le Sporting CP est le club le plus titré dans cette compétition, avec un 19e trophée remporté en 2025.

## Palmarès
Le palmarès de la Coupe du Portugal est, :
| Saison  | Vainqueur        | Score     | Finaliste              |
| ------- | ---------------- | --------- | ---------------------- |
| 1971–72 | Sporting CP      | 11 – 9    | FC Porto               |
| 1972–73 | Sporting CP      | 15 – 14   | FC Porto               |
| 1973–74 | CF Os Belenenses | –         | Benfica Lisbonne       |
| 1974–75 | Sporting CP      | 20 – 18   | Benfica Lisbonne       |
| 1975–76 | FC Porto         | –         |                        |
| 1976–77 | FC Porto         | –         |                        |
| 1977–78 | CF Os Belenenses | –         |                        |
| 1978–79 | FC Porto         | 19 – 18   | Sporting CP            |
| 1979–80 | FC Porto         | 24 – 22   | Sporting CP            |
| 1980–81 | Sporting CP      | 24 – 22   | Benfica Lisbonne       |
| 1981–82 | CF Os Belenenses | –         |                        |
| 1982–83 | Sporting CP      | 36 – 21   | Atlético da Encarnação |
| 1983–84 | CF Os Belenenses | –         | Benfica Lisbonne       |
| 1984–85 | Benfica Lisbonne | 19 – 18   | Sporting CP            |
| 1985–86 | Benfica Lisbonne | 20 – 19   | Sporting CP            |
| 1986–87 | Benfica Lisbonne | –         |                        |
| 1987–88 | Sporting CP      | 29 – 20   | CF Os Belenenses       |
| 1988–89 | Sporting CP      | 22 – 18   | Benfica Lisbonne       |
| 1989–90 | ABC Braga        | –         |                        |
| 1990–91 | ABC Braga        | –         |                        |
| 1991–92 | ABC Braga        | 25 – 18   | Sporting CP            |
| 1992–93 | ABC Braga        | 29 – 27ap | SC Braga               |
| 1993–94 | FC Porto         | 23 – 22   | Benfica Lisbonne       |
| 1994–95 | ABC Braga        | –         |                        |
| 1995–96 | ABC Braga        | –         |                        |
| 1996–97 | ABC Braga        | 21 – 18   | Sporting CP            |
| 1997–98 | Sporting CP      | 26 – 20   | FC Porto               |
| 1998–99 | Madeira SAD      | 22 – 13   | Boavista FC            |
| 1999–00 | ABC Braga        | –         |                        |
| 2000–01 | Sporting CP      | 25 – 24   | FC Porto               |
| 2001–02 | Águas Santas     | 27 – 21   | ABC Braga              |
| 2002–03 | Sporting CP      | 30 – 29   | FC Porto               |
| 2003–04 | Sporting CP      | 29 – 23   | CF Os Belenenses       |
| 2004–05 | Sporting CP      | 27 – 26   | Francisco de Holanda   |
| 2005–06 | FC Porto         | 28 – 27   | Sporting CP            |
| 2006–07 | FC Porto         | 19 – 18   | Benfica Lisbonne       |
| 2007–08 | ABC Braga        | 32 – 26   | FC Porto               |
| 2008–09 | ABC Braga        | 30 – 26   | FC Porto               |
| 2009–10 | Xico Andebol     | 27 – 24   | Sporting CP            |
| 2010–11 | Benfica Lisbonne | 29 – 25   | Madeira SAD            |
| 2011–12 | Sporting CP      | 26 – 25   | FC Porto               |
| 2012–13 | Sporting CP      | 30 – 28ap | FC Porto               |
| 2013–14 | Sporting CP      | 34 – 29   | ABC Braga              |
| 2014–15 | ABC Braga        | 25 – 24   | FC Porto               |
| 2015–16 | Benfica Lisbonne | 36 – 35ap | Sporting CP            |
| 2016–17 | ABC Braga        | 35 – 33ap | Sporting CP            |
| 2017–18 | Benfica Lisbonne | 31 – 24   | Sporting CP            |
| 2018–19 | FC Porto         | 31 - 30   | Águas Santas           |
| 2019–20 | arrêtée          | arrêtée   | arrêtée                |
| 2020–21 | FC Porto         | 31 - 27   | Benfica Lisbonne       |
| 2021–22 | Sporting CP      | 36 – 35ap | FC Porto               |
| 2022–23 | Sporting CP      | 30 – 29   | FC Porto               |
| 2023–24 | Sporting CP      | 34 – 30   | FC Porto               |
| 2024–25 | Sporting CP      | 28 – 27   | FC Porto               |

## Bilan
| Rang  | Club                              | Titres | Saisons | Finales |
| ----- | --------------------------------- | ------ | --- | ------- |
| 1     | Sporting CP                       | 19     | 1972, 1973, 1975, 1981, 1983, 1988, 1989, 1998, 2001, 2003, 2004, 2005, 2012, 2013, 2014, 2022, 2023, 2024, 2025 | 11      |
| 2     | ABC Braga                         | 12     | 1990, 1991, 1992, 1993, 1995, 1996, 1997, 2000, 2008, 2009, 2015, 2017                                           | 2       |
| 3     | FC Porto                          | 9      | 1976, 1977, 1979, 1980, 1994, 2006, 2007, 2019, 2021                                                             | 12      |
| 4     | Benfica Lisbonne                  | 6      | 1985, 1986, 1987, 2011, 2016, 2018                                                                               | 7       |
| 5     | CF Os Belenenses                  | 4      | 1974, 1978, 1982, 1984                                                                                           | 4       |
| 6     | Madeira Andebol SAD               | 1      | 1999 | 1       |
| 6     | Águas Santas                      | 1      | 2002 | 1       |
| 6     | Xico Andebol/Francisco de Holanda | 1      | 2010 | 1       |
| -     | Annulé                            | 1      | 2020 | 1       |
| Total | Total                             | 54     | 1972-2024 | 54      |